# Nyklassisk metal
Nyklassisk metal, från engelskans neo-classical metal (en term som mycket ofta används även på svenska), innebär att man blandar hårdrock eller heavy metal med västerländsk konstmusik ("klassisk musik"). De typiskt klassiska melodierna "vävs in" i det tunga soundet i hårdrocken. Band och artister som skapat och bidragit till utvecklingen av genren är bland annat Queen, Deep Purple, Rainbow, Uli Jon Roth, Yngwie Malmsteen och Silver Mountain.